# 奥原晴湖

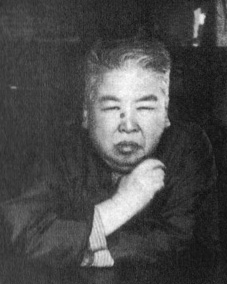
奥原晴湖肖像

奥原 晴湖（おくはら せいこ、天保8年8月15日（1837年9月14日） - 大正2年（1913年）7月28日）は、幕末から明治期の画家。野口小蘋とともに明治の女流南画家の双璧といわれ、また安田老山と関東南画壇の人気を二分した。
本名は池田せつ（節）もしくは節子、通称：せい子。はじめ石芳と号するが、のちに秋琴・珠琴・蘭瑛・雲錦・静古・星古などと号した。堂号（居宅・画室）に墨吐煙雲楼・繍水草堂など。下総国古河宿（現在の茨城県古河市）出身。

## 略歴

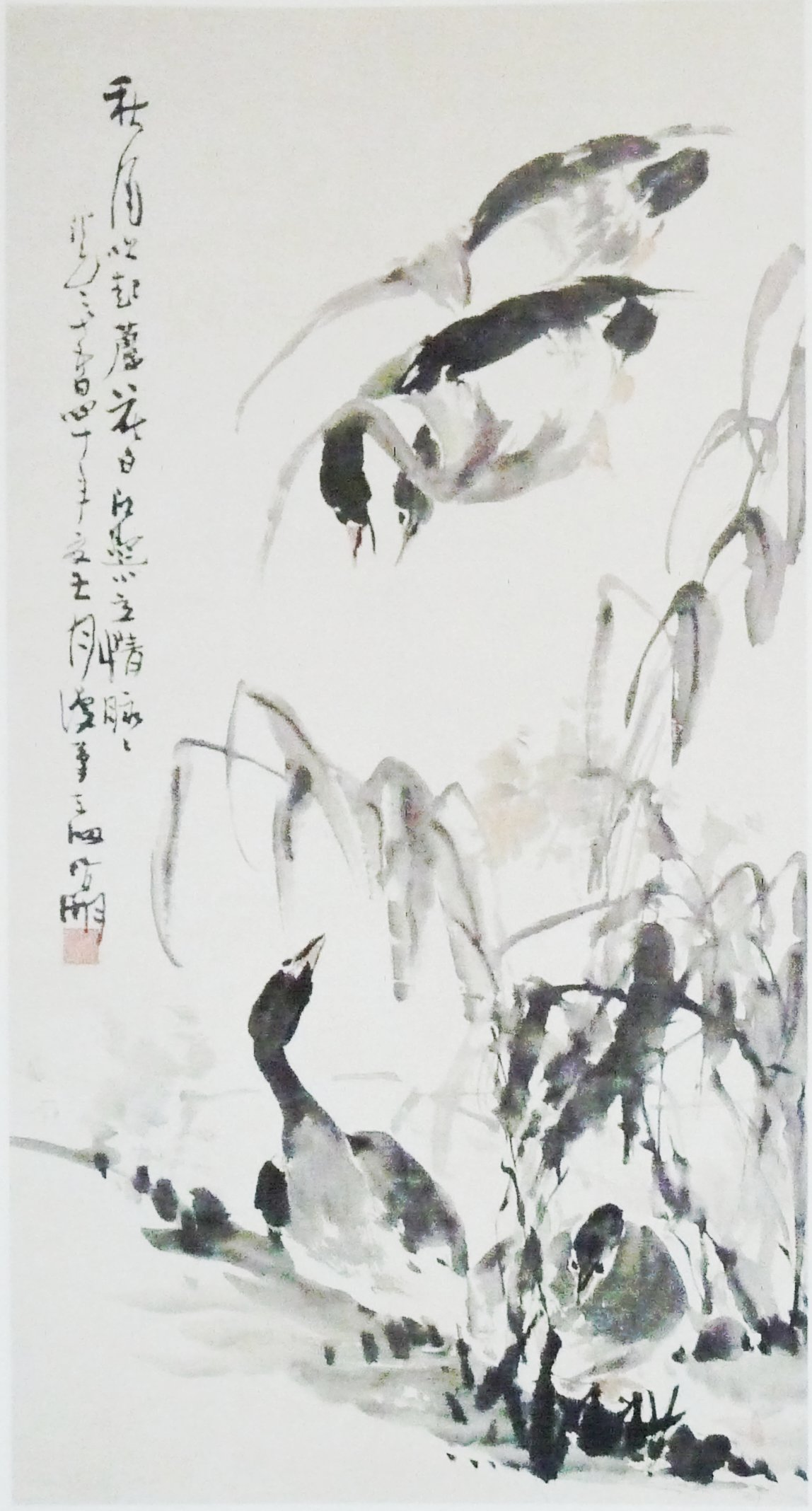
「芦雁図」（明治13年（1880年））

古河藩大番頭の池田繁右衛門政明の四女（三女）に生まれる。母はきく。蘭学者の鷹見泉石は伯父にあたる。経学を茅根一鴎、書を小山霞外・小山悟岡に就いて修めた。画は1853年（嘉永6年）16歳で谷文晁門の枚田水石に南北合体の画風を学ぶ。やがて渡辺崋山に私淑し南画に転向する。ただし、南画に転向した理由としては諸説あり、薄井龍之からの感化という説もある。
1865年（慶応元年）、母方の親戚である奥原源左衛門の養女となり江戸に出て、上野摩利支天横丁に新居を構えた。新居には「墨吐煙雲楼」と看板を掲げ、この頃「晴湖」と号した。
明治時代に入ると、木戸孝允や山内容堂の庇護を得て、多くの文人と交流した。画家を生業とするお披露目会に大沼枕山・鱸松塘・関雪江・福島柳圃・上村蘆洲・高斎單山・山内香溪・松岡環翠・坂田鴎客・福島柳圃・服部波山など25名もの画家・書家を招いた。このとき「不忍池集」とした合筆を贈られている。
1870年（明治3年）清の画家の鄭板橋を研究し、その書法を学ぶ。1971年（明治4年）春暢家塾を開業。最盛期には門人は300人を超えたといわれる。同年発令された「断髪脱刀令」に応じて断髪した。1874年（明治7年）に鷲津毅堂・小永井小舟・市河萬庵・川上冬崖らと雅会「半間社」を結成、文人画隆盛に尽力する。1876年（明治9年）に当時学生だった岡倉覚三（天心）が晴湖に入門している。
1882年（明治15年）のフェノロサの講演「美術真説」以降、文人画の人気は低迷し、家塾を閉塾する。1891年（明治24年）埼玉県北埼玉郡成田村（現在の熊谷市）上川上へ隠棲し、作風を近代南宋画風に一新する。この頃「繍仏草堂」「繍水草堂」「寸馬豆人楼」などの堂号を用いた。
1913年（大正2年）7月28日、77歳で死去。養女に奥原晴翠がいる。

## 代表作
- 「蓮池小禽図」 小野湖山賛
- 「百事如意ノ図」 明治10年（1877年）（第1回内国勧業博覧会）
- 「枯木群鳥図」 明治16年（1883年）（東京博覧会出品） 東京国立博物館蔵
- 「墨堤春色図」 明治20年（1887年） 絹本淡彩 二曲一双 古河歴史博物館蔵 古河市指定文化財
- 「月ケ瀬梅渓図」 明治29年（1896年） 古河歴史博物館蔵 古河市指定文化財

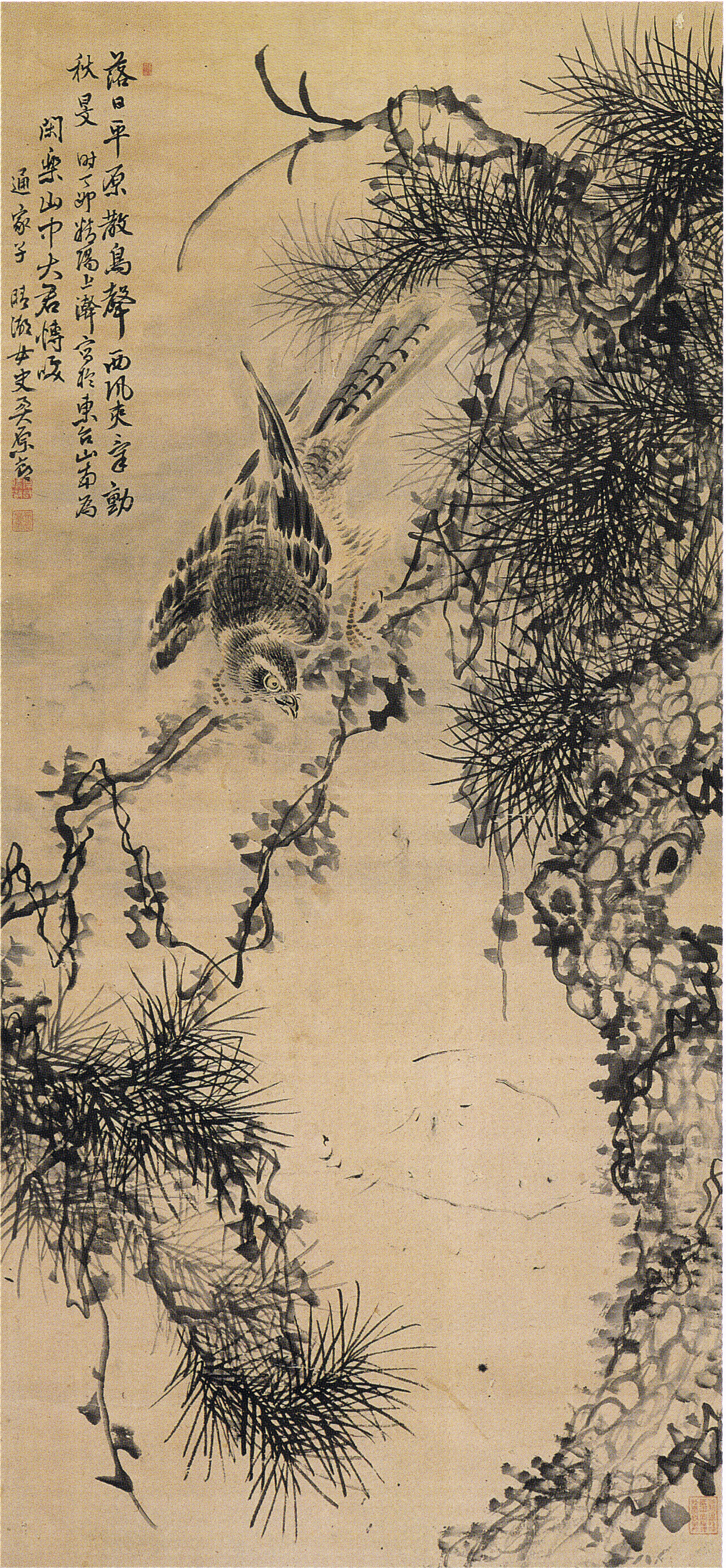
松上鷹図 慶応3年（1867年） 紙本淡彩
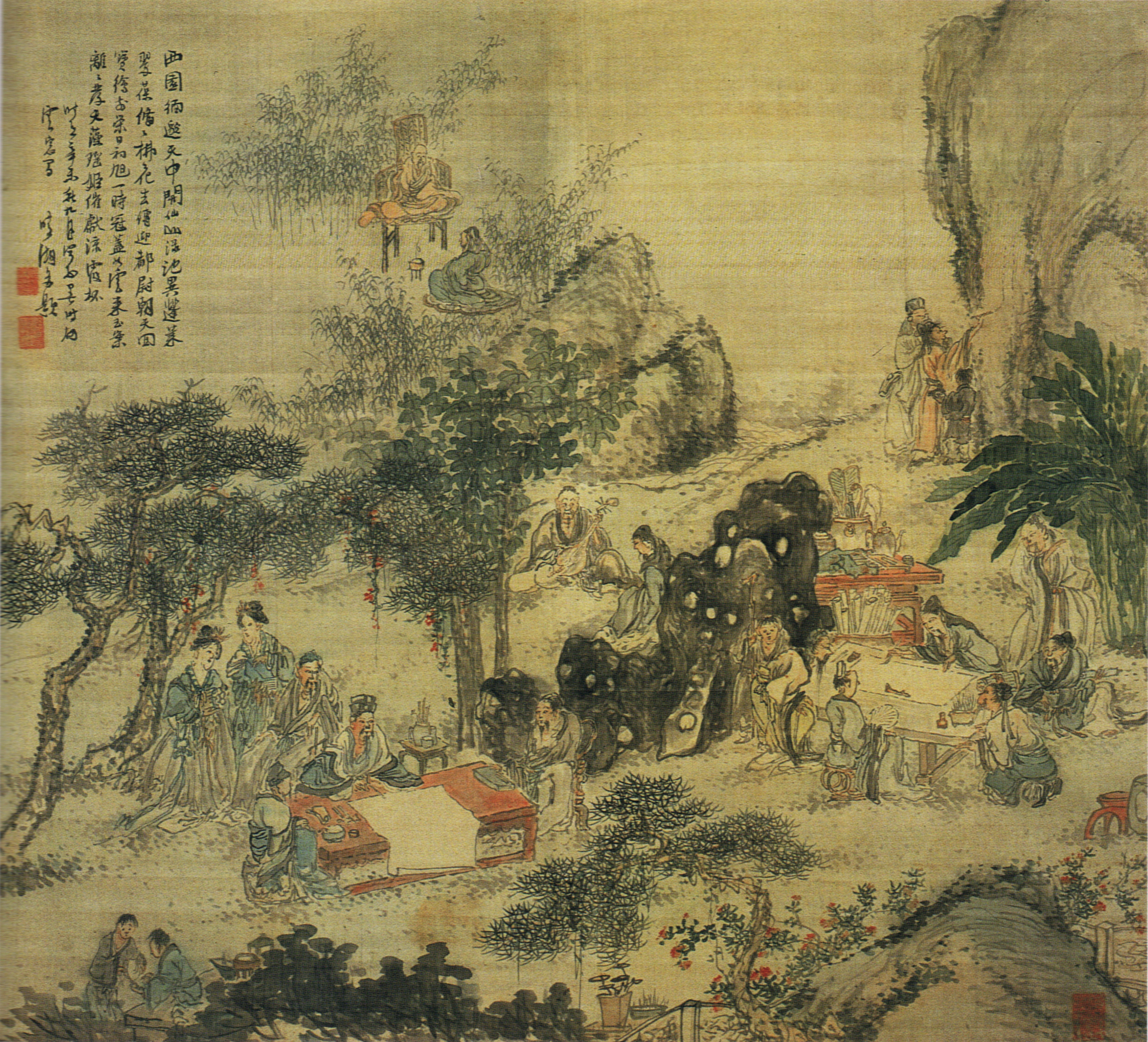
西園雅集 明治4年（1871年） 絹本着色 古河歴史博物館
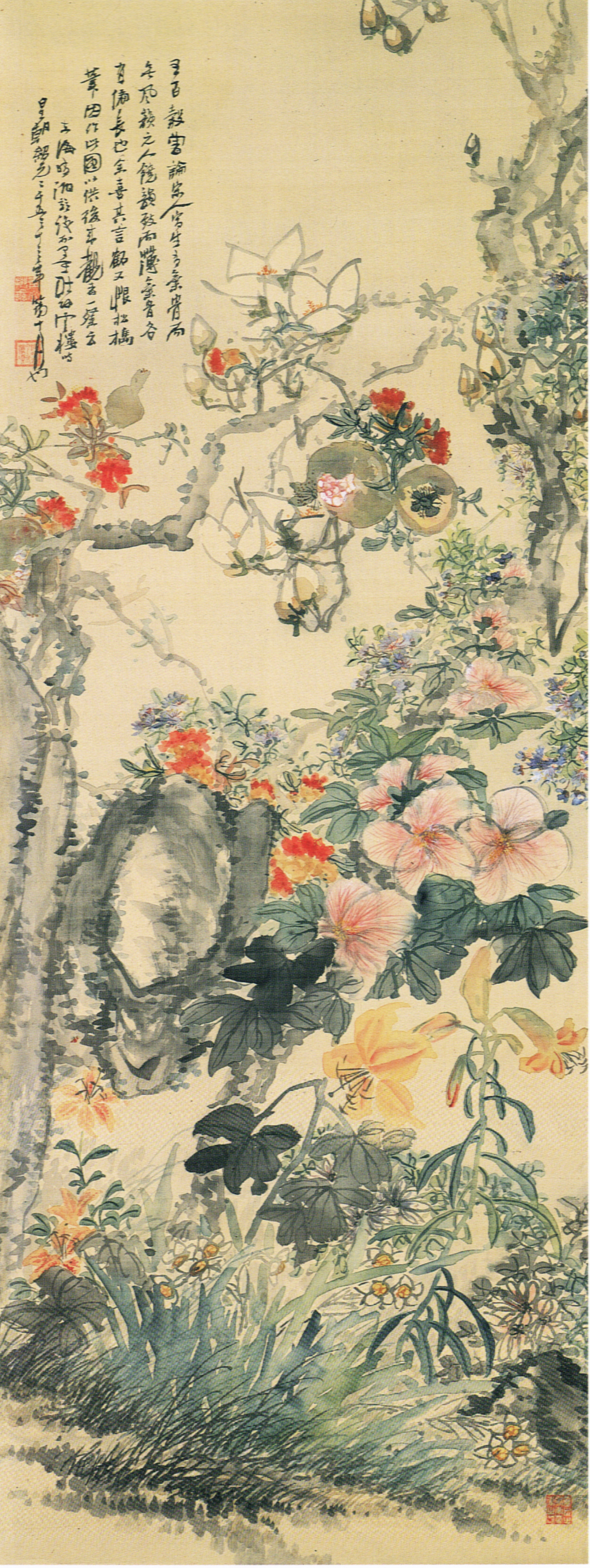
花卉図 明治6年（1873年） 絹本着色 北方文化博物館
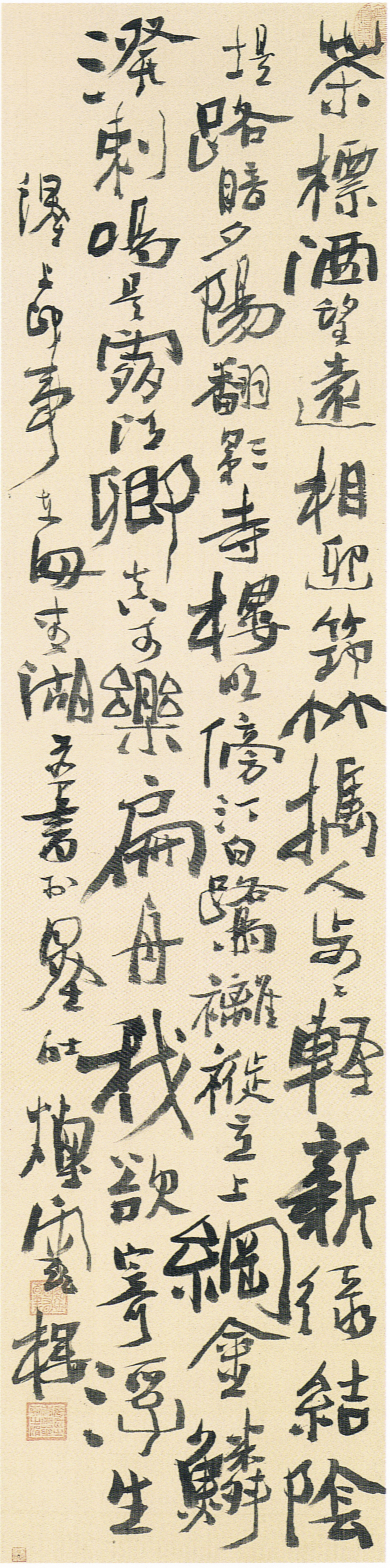
七言律詩 明治7年（1874年）頃 絹本墨書 成田山書道美術館
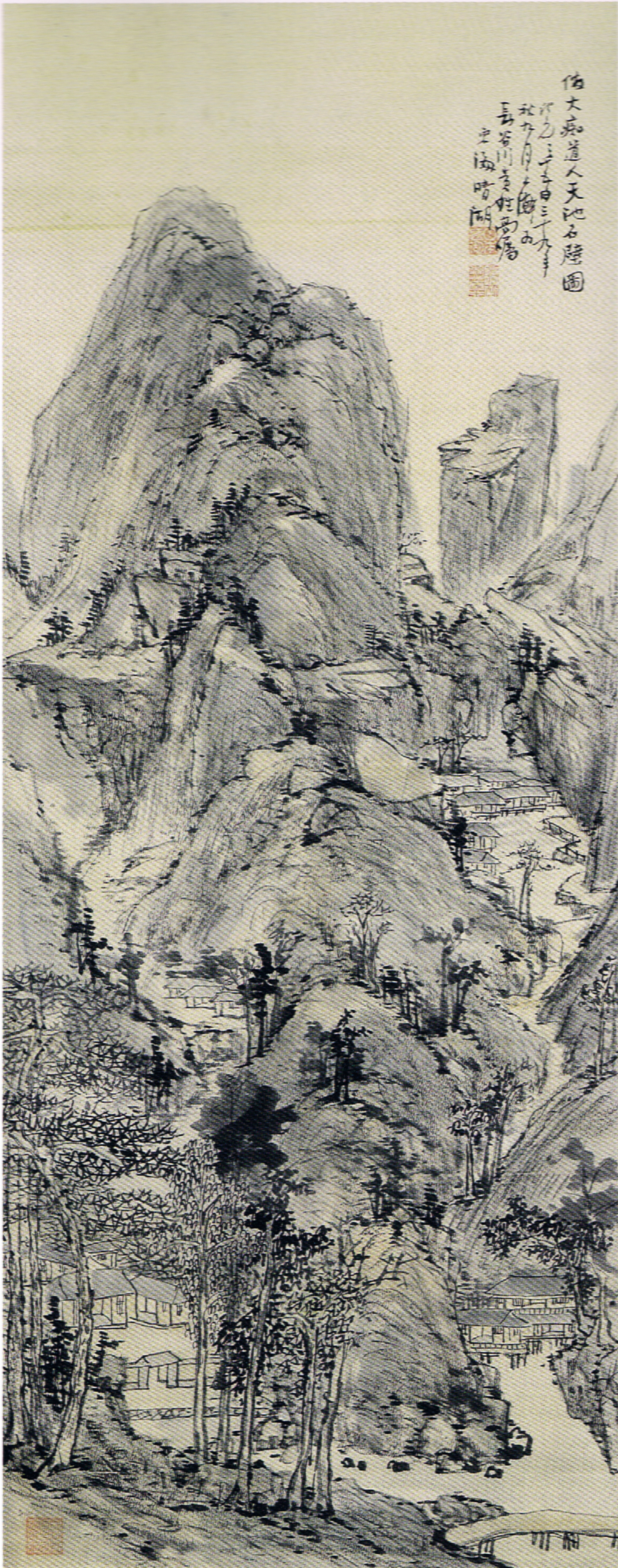
天地石壁図 明治12年（1879年） 絖本淡彩 古河歴史博物館
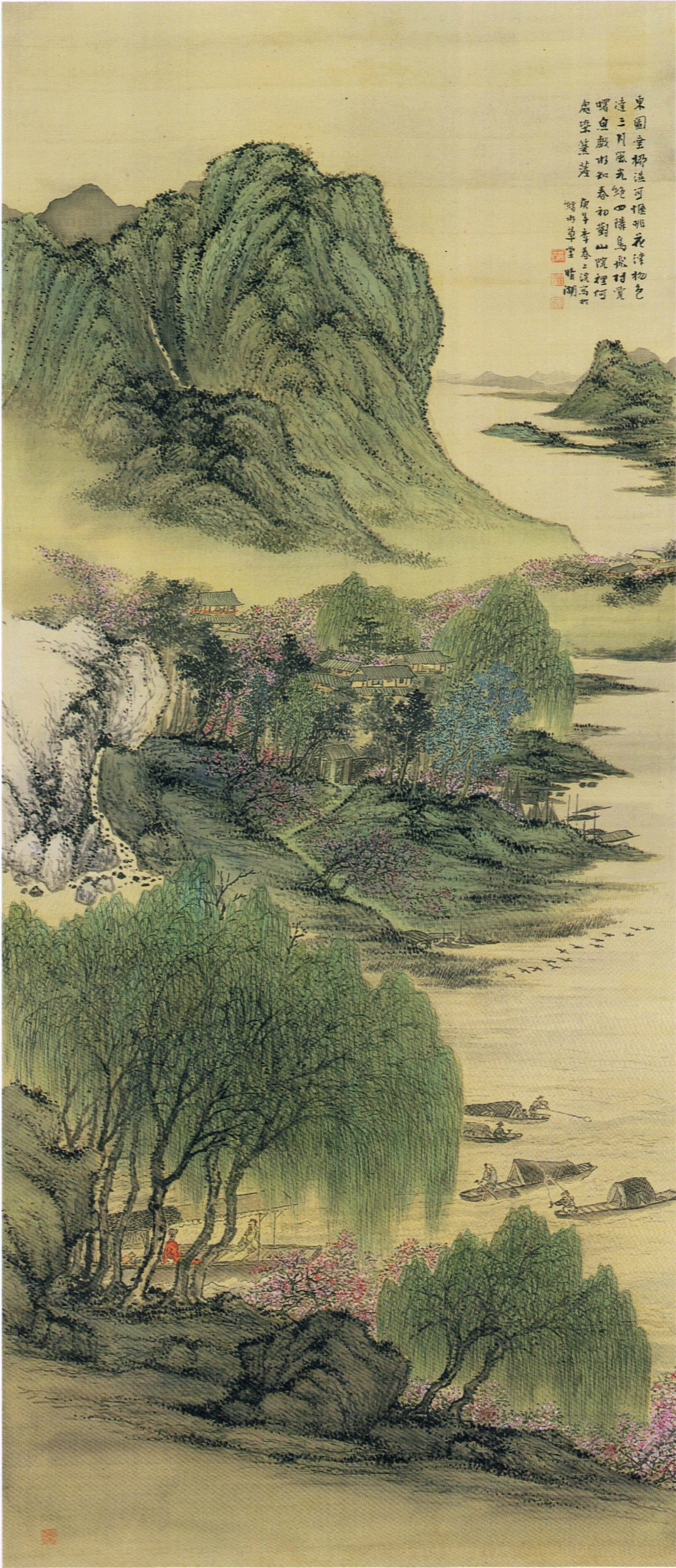
垂楊桃花図 明治33年（1900年） 絹本着色 熊谷市文化財
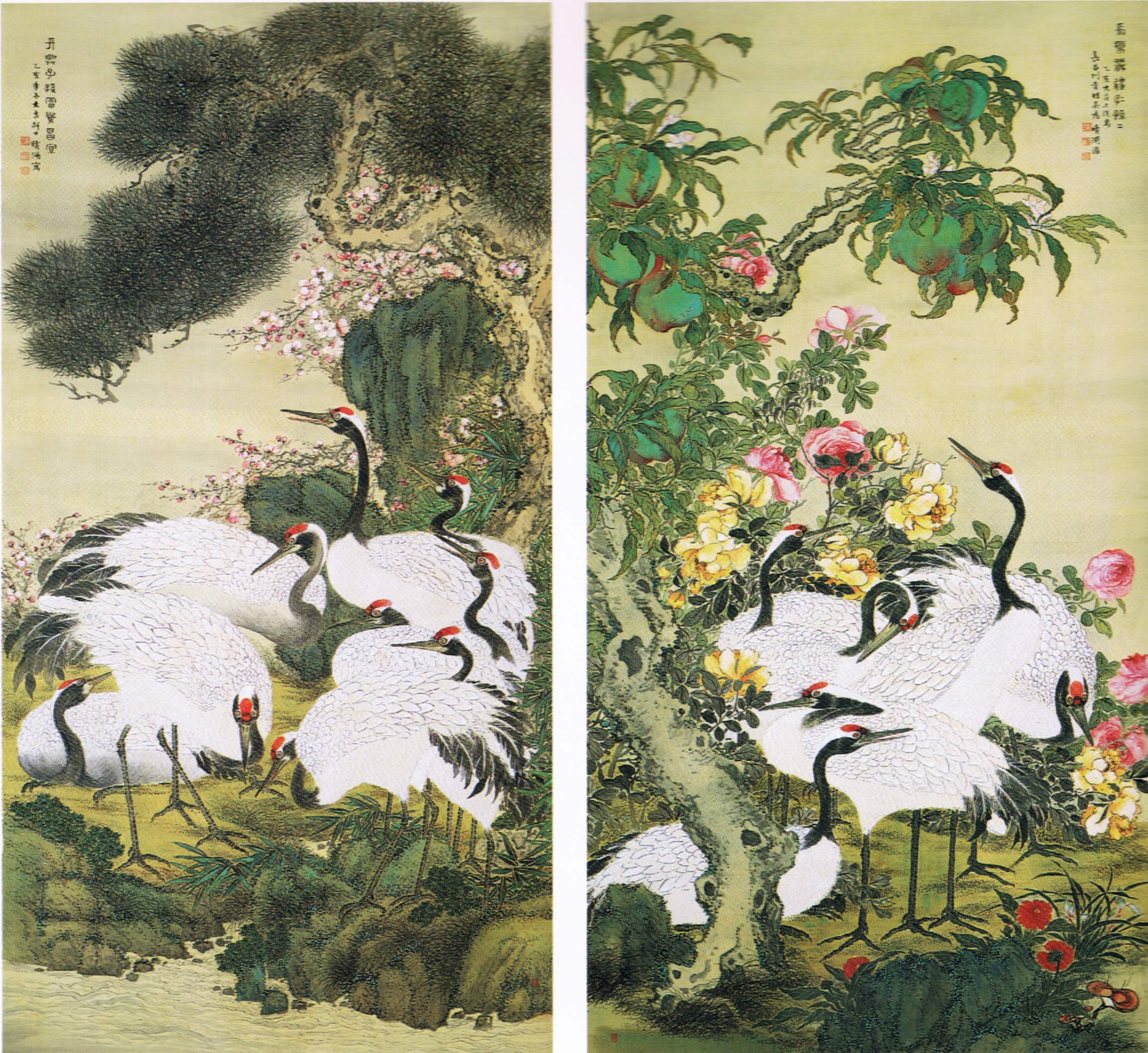
仙境群鶴図 明治38年（1905年） 絹本着色 双幅 埼玉県立近代美術館
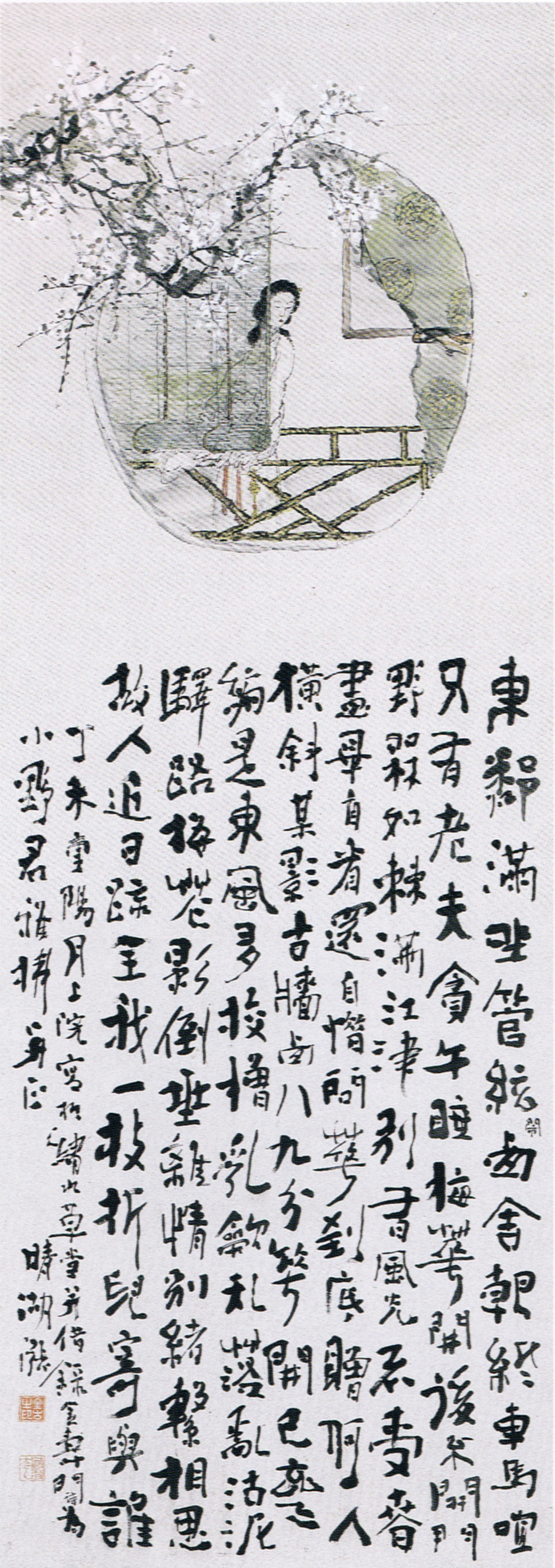
梅窓佳人図 明治40年（1907年） 紙本淡彩
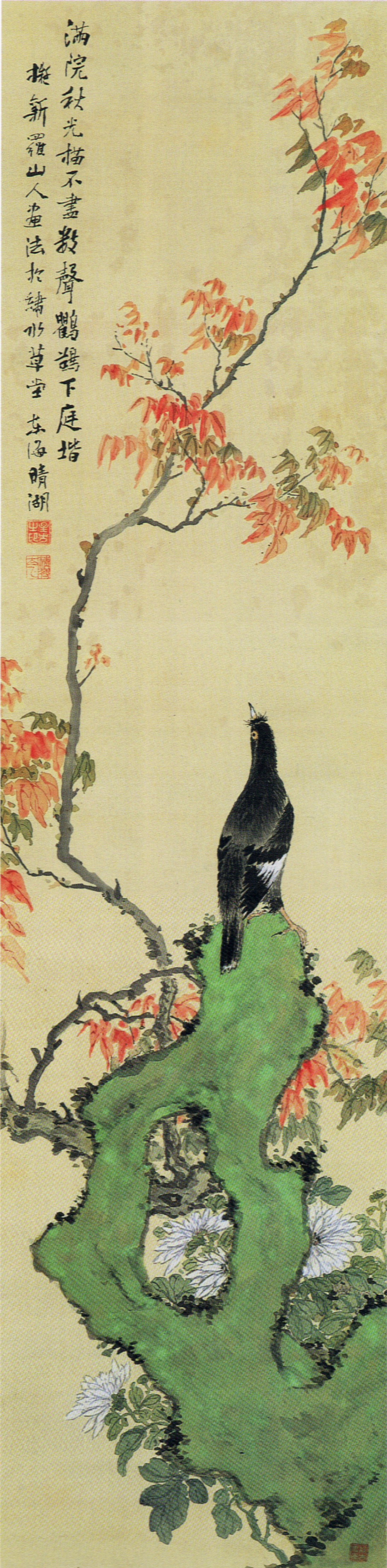
花鳥図（倣華嵒） 明治41年（1908年） 絹本着色
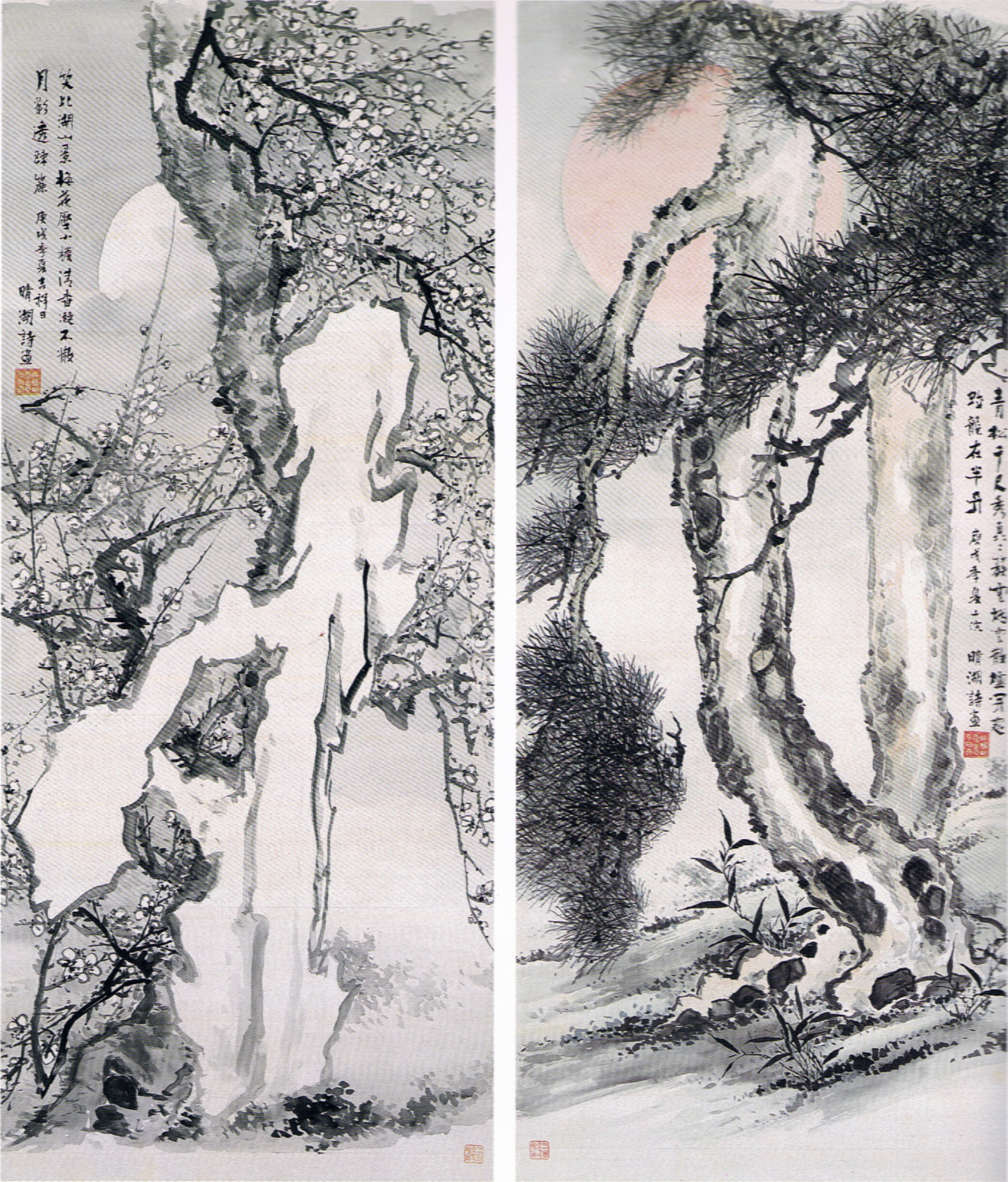
朝陽蒼松・満月梅華図 明治43年（1910年） 絹本淡彩 双幅 茨城県立歴史館